# Mogens
Mogens er et drengenavn, der er en fordanskning af det latinske Magnus, der betyder "stor". I Danmark er der over 16.000 personer, der bærer navnet ifølge Danmarks Statistik.
En svensk variant er Måns.

## Kendte personer med navnet
- Sankt Mogens (ca. 1075-1115), jarl.
- Mogens Wenzel Andreasen, dansk musikskribent og oversætter.
- Mogens Boisen, dansk oversætter.
- Mogens Boserup, dansk økonom, lektor, forfatter og professor.
- Mogens Brandt, dansk skuespiller og madskribent.
- Mogens Brems, dansk visesanger.
- Mogens Brix-Pedersen, dansk skuespiller.
- Mogens Bøggild, dansk billedehugger.
- Mogens Camre, dansk politiker.
- Mogens Clemmensen, dansk arkitekt.
- Mogens Dam, dansk forfatter.
- Mogens Davidsen, dansk skuespiller.
- Mogens Fog, dansk modstandsmand, læge og minister.
- Mogens Frey, dansk cykelrytter.
- Mogens Frohn Nielsen, dansk skipper og forfatter.
- Mogens Glistrup, dansk advokat og politiker.
- Mogens Gøye, dansk adelsmand og storgodsejer.
- Mogens Hansen, dansk hofreporter.
- Mogens Winkel Holm, dansk komponist.
- Mogens Jensen, dansk politiker.
- Mogens Jeppesen, dansk håndboldspiller.
- Mogens Kilde, dansk (kino)organist, pianist og programredaktør.
- Mogens Klitgaard, dansk forfatter.
- Mogens Lind, dansk forfatter og redaktør.
- Mogens Lorentzen, dansk forfatter.
- Mogens Lykketoft, dansk politiker og minister.
- Mogens Mogensen, dansk tekstforfatter til Gasolin'.
- Mogens Jermiin Nissen, dansk forfatter og afdelingsbibliotekar.
- Mogens Palle, dansk boksepromotor.
- Mogens 'Django' Petersen, dansk guitarist.
- Mogens Amdi Petersen, dansk skoleleder for Tvind.
- Mogens Rukov, dansk manuskriptforfatter.
- Mogens Skot-Hansen, dansk filmproducent.
- Mogens Wieth, dansk skuespiller.
- Mogens Wöldike, dansk kapelmester og organist.
- Mogens Zieler, dansk billedkunstner.

## Navnet anvendt i fiktion
- Mogens er en novelle af J.P. Jacobsen fra samlingen Mogens og andre noveller.
- Mogens er en komisk figur fra flere af Monrad & Rislunds shows.
- Mogens, Mogens Missekat er en sang skrevet af Jens Sigsgaard.

## Andre anvendelser
- Mogens er almindeligt anvendt på dansk, når en (ukendt) kat skal benævnes (jf. sangen ovenfor).